# 花合わせ
花合わせ（はなあわせ）は原則として3人で遊ぶ花札の遊戯のひとつ。
手札の花と場札の花を合わせてそれを自分の札とし、得点を競う。別名、ばかっ花。

## 歴史
「花合わせ」という言葉は江戸時代から見えるが、古くは花札一般を指したようである。そのひとつの「馬鹿っ花」が代表的な遊び方であったため、「花合わせ」といえば「ばかっ花」のことを指すようになった。
ただし、古い時代の「ばかっ花」のルールは今と異なって単に札の点数を競うものであり、役がないから「馬鹿花」と呼ばれた。昭和以降に他のゲームの影響で役が追加されたが、札の点数と役の点数を両方計算する必要が生じたほか、地域によって役や役の札が違うなど細かい差異もあり（後述）、あまり簡単とはいえないルールになってしまった。

## 遊び方
- 遊戯は反時計回りに進行する。
- 初回の親はなんらかの方法で決める。順に札を切り、めくった月の一番大きい者に決める方法もある。
- 親の右隣の人が札を切り、親に渡す。親は全員に手札を配る。手札は各7枚、場札は6枚。配り方は自分の右隣からはじめて反時計回りに4枚ずつまとめて配り、それから場札を3枚さらす。2回目は同様に手札を3枚ずつまとめて配り、場札を3枚さらす。残りは山札として伏せておいておく。
- 手札を各5枚、場札を8枚として4人で遊ぶこともできる。場札8枚が多すぎる場合は、場札を4枚とし、手札がなくなった後、山札をめくるだけで一巡するローカルルールもある。
- 手札を各10枚、場札を8枚もしくは手札を各8枚、場札を8枚として2人で遊ぶローカルルールもある。
- 競技者は親から反時計回りに、順に以下の方法で札を出していく。
  1. 手札から1枚取り出して場に出す。このとき、同じ札種（植物、月）の札が場札にあれば、2枚は得点となり、自分の脇に置く。なければ場札に加えられる。
  2. 山札をめくって場に出す。同様に、めくった山札と同じ札種（植物、月）の札が場札にあれば、2枚は得点となり、自分の脇に置く。なければ場札に加えられる。
- 手札がなくなったら遊戯終了となり、得点を集計する（役ができたらそこで終わりとするローカルルールもある）。
- 柳（雨）のカス札を柳同士以外どの札とも合せられる（札のことを「鬼」と呼び、合せることを「咬む」と表現する）特殊な役割を与えるローカルルールがある（本来は別の「むし競技」or「大阪むし」というゲームで使用されていたルール）。他の競技者に役ができないよう、阻止することができる。
手札に雨札がある場合は任意で使えばいいが、めくり札や場札にあった場合はやや特殊で以下のように成る。

| 鬼札の出現条件                           | 対処法                                                                                 |
| ---------------------------------------- | -------------------------------------------------------------------------------------- |
| 最初に表にして場にまいた札（鬼つき場）   | 親がめくり札を強制的に合わせる（場に他に合う札があっても鬼札を取る）。                 |
| 「鬼つき場」の状態でめくり札が柳（雨）札 | 鬼札と合わせられないので通常処理、次の人に番が移り、同様にめくり札を強制的に合わせる。 |
| めくり札が鬼札                           | 場の札と合わせて持ち帰る、合わせられない場合は捨てて「鬼つき場」状態になる。           |
| めくり札が鬼札だが最後の1枚              | そのまま最後の人が持ち帰って終わる。                                                   |

なお、この場合、鬼札は本来同グループの柳（雨）の札とは合わせられないことと鬼札と合わされた月の札がそれぞれ1枚ずつ余ってしまうが、この場合柳札は「先に柳同士2枚を合わせた人」、鬼札と合わされた月の札は「鬼札を使用した人」が、余った最後の1枚をそれぞれもらえる（流れ込み）。

## 得点の計算方法
各々の札の得点（花札の項を参照）と、役の得点によって、以下の計算式で計算する。3人の得点を合計すると0になる。
自分の得点 = (札の得点の合計 - 88) + 自分の役の得点×2 - 他の2人の役の得点の合計
計算式が複雑だが、チップを使うと計算が楽になる。
- 札の得点は、88を引いたあとにマイナスの人が2人あったら、2人は自分の負け分の点数を得点がプラスの人に支払う。マイナスの人が1人だけだったら、その人が残り2人にそれぞれの勝ち分の点数を支払う。
- 役については、自分の役の得点を他の2人から受け取り、他の2人の役の点数を支払う。
- カスを0点と数え、80点を基準に得点を計算することもある。
- 競技者が4人の場合は66点を基準に計算する（カスを0点と数えた場合は60点）。

得点のもっとも多いものが勝ちになり、次の親になる。

## ゲームの終了
何回か遊戯を行って、最終的にもっとも得点の多いものを勝ちとする。

## 役
役は代表的なものに限る。点数もここに書かれているものとは異なる場合がある。
| 役名             | 説明                              | 点数  | 組み合わせ |
| ---------------- | --------------------------------- | ----- | ---------- |
| 五光             | 20点札5枚                         | 200点 |            |
| 四光             | 20点札のうち柳に小野道風を除く4枚 | 60点  |            |
| 赤短（裏菅原）   | 松・梅・桜の短冊3枚               | 40点  |            |
| 青短             | 牡丹・菊・紅葉の短冊3枚           | 40点  |            |
| 七短             | 柳を除く短冊9枚のうち任意の7枚    | 40点  | （1例）    |
| 六短             | 柳を除く短冊9枚のうち任意の6枚    | 30点  | （1例）    |
| 表菅原           | 松に鶴・梅に鶯・桜に幕の3枚       | 30点  |            |
| のみ（鉄砲）     | 桜に幕・芒に月・菊に盃の3枚       | 30点  |            |
| 松桐坊主（三光） | 松に鶴・芒に月・桐に鳳凰の3枚     | 20点  |            |
| 猪鹿蝶           | 萩に猪・紅葉に鹿・牡丹に蝶の3枚   | 20点  |            |
| 花見で一杯       | 桜に幕・菊に盃の2枚               | 20点  |            |
| 月見で一杯       | 芒に月・菊に盃の2枚               | 20点  |            |
| くさ             | 藤・杜若・萩の短冊3枚             | 20点  |            |
| 藤島             | 藤4枚                             | 20点  |            |
| 桐島             | 桐4枚                             | 20点  |            |
| 雨島             | 柳4枚                             | 20点  |            |

上記は基本的な点数と役であるが、地域によって役や点数・用語などにかなり差異が生じているほか、それらローカルルールが複合していたりする場合があり、このゲームの特徴ともなっている。以下に例を挙げる。
雨島を20点として数えるのではなく、雨島ができたらすべての役を無効にして札の点数のみを計算したり、場自体を流す（勝負なし）というルールもある（この場合も「手役がある場合は手役だけ計算」と「手役も無効」の2パターンがあるので事前に決めておかないと揉める原因になる）。
極端な場合は点数自体は10点と低いが、任意で勝負なしにも出来るというものもある。
ほかに「フケ」「雨入り四光」、「親仲八丁ビキ十丁」「カス13枚」など、地域によって異なる役を認めていることもある。
手札の中にカスが6枚または7枚あったときに、それを「六カス」「七カス」として手役（点数は20点と30点）として公開するというローカルルールもある。さらに、そのときは公開したあと、場札かつ手札扱いになり他の人が取ってもよいというルールもある。
「猪・鹿・蝶」に似た、「猪・鹿・雁」の3枚で「野荒らし」が転じて「嵐」というローカル役がある。「嵐」が揃うと3人の出来役が全て消え、嵐を揃えた本人に2人から70点が入る。しかし3人の手役だけは記録される。東海地方から関東地方にかけての一部に伝わる。これに類似するものとして、中部地方などでは「牡丹に蝶」札ではなく「芒に雁」札を「猪・鹿・蝶」の役札としている地域もある。
点数計算の煩雑さを避けるため役を減らし、「ばかっ花」を基本に青短や猪・鹿・蝶など一部の役のみを認める遊び方もある。